# Trithemis palustris
Trithemis palustris – gatunek ważki z rodziny ważkowatych (Libellulidae).